# Британська армія Рейну
Британська армія Рейну (англ. British Army of the Rhine, BAOR) — оперативно-стратегічне об'єднання Армії Британії, що розгорталися в Німеччині після Першої та Другої світових воєн. Обидва формування спочатку являли собою британські окупаційні війська на території Німеччини. Обидві армії мали зони відповідальності, розташовані навколо німецької ділянки річки Рейн. Після завершення Холодної війни унаслідок скорочення Британська Рейнська армія була значно зменшена, а в 1994 році її перейменували на Британські сили в Німеччині.

## Історія

### Рейнська армія 1-го формування

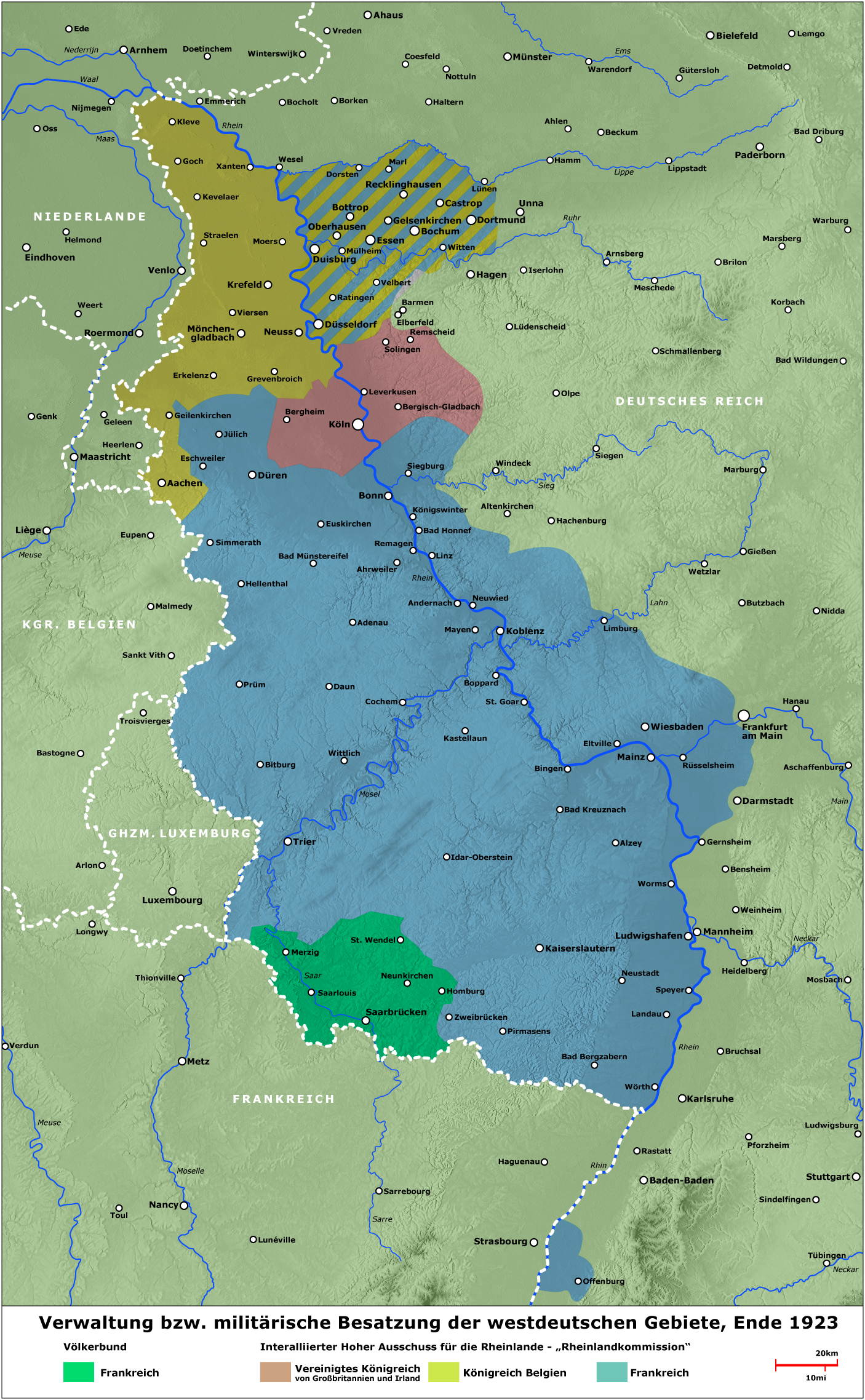
Окупація Рейнської області у 1923 році
Франція
Бельгія
Велика Британіязаштрихована (Рурська область): Франція и Бельгія
Саар: територія, окупована військами Франції, що перебували під управлінням Ліги Націй

Перша британська Рейнська армія була створена в березні 1919 року для забезпечення окупації Рейнської області. Спочатку вона складалася з п'яти корпусів, що складалися з двох дивізій кожна, плюс кавалерійська дивізія:
- II корпус: сер Джейкоб Клод
  - Легка дивізія (сформована з 2-ї дивізії): Джордж Джеффріс
  - Південна дивізія (сформована з 29-ї дивізії): Вільям Генекер
- IV корпус: сер Александер Годлі
  - Дивізія низин (сформована з 9-ї дивізії)
  - Дивізія Хайленд (сформована з 62-ї дивізії)
- VI корпус: сер Ейлмер Голдейн
  - Північна дивізія (сформована з 3-ї дивізії)
  - Лондонська дивізія (сформована з 41-ї дивізії)
- IX корпус: сер Вальтер Брейтуейт, а пізніше — Айвор Макс
  - Західна дивізія (сформована з 1-ї дивізії)
  - Мідлендська дивізія (сформована із 6-ї дивізії)
- X корпус: сер Томас Морланд
  - Дивізія Ланкашира (сформована з 32-ї дивізії)
  - Східна дивізія (сформована з 34-ї дивізії)
- Кавалерійська дивізія (сформована з 1-ї кавалерійської дивізії)

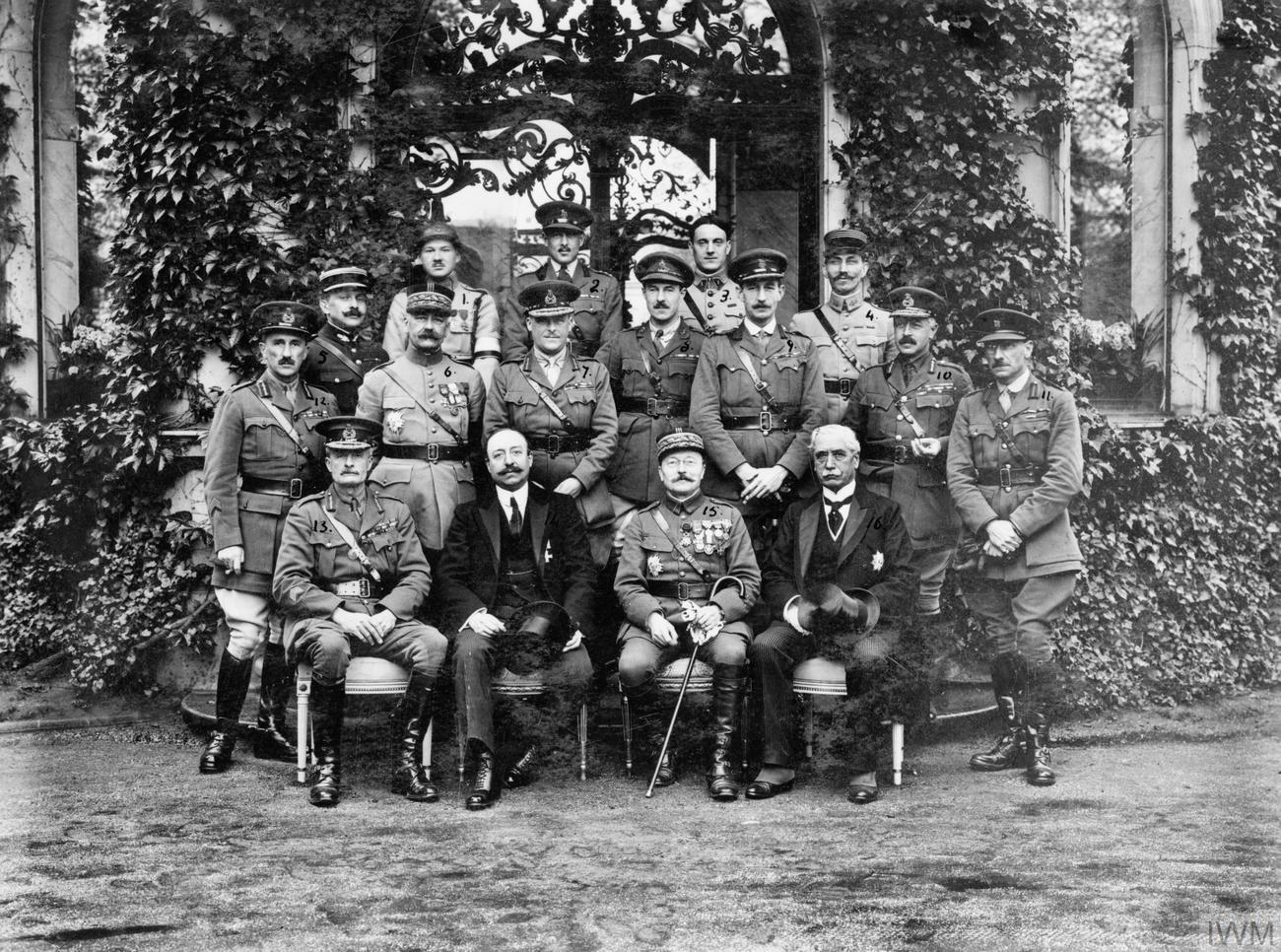
Французькі та британські офіцери окупаційних військ на території Німеччини. Бад-Марінберг

### Командування
Командувачі
- фельдмаршал сер Герберт Пламер (1918–1919);
- генерал сер Вільям Робертсон (1919–1920);
- генерал сер Томас Морланд (1920–1922);
- генерал сер Александер Годлі (1922–1924);
- генерал сер Джон Філіп Дю Кейн (1924–1927);
- генерал сер Вільям Туейтс (1927–1929).

Британська зона окупації Німеччини. 8 червня 1947 — 22 квітня 1949

### Рейнська армія 2-го формування
Вдруге британська Рейнська армія була сформована 25 серпня 1945 року з Британської визвольної армії. Її початковою функцією було контролювати корпусні округи, які керували військовим урядом британської зони окупованої союзниками Німеччини. Після передачі урядових повноважень німецькій цивільній владі Рейнська армія перетворилася на суто командну структуру, на яку покладалося завдання управління визначеним комплектом військ та сил британської армії на території Західної Німеччини.
Оскільки потенційна загроза радянського вторгнення через Північнонімецьку рівнину в Західну Німеччину постійно зростала, поступово BAOR перетворилася на силу, яка мала більше відповідальності за оборону Західної Німеччини, ніж за її окупацію. Рейнська армія стала основним формуванням, що контролювало внесок Великої Британії в НАТО після утворення альянсу в 1949 році. Основним бойовим формуванням був 1-й Британський корпус. З 1952 року головнокомандувач BAOR був також командувачем Північної групи армій НАТО (NORTHAG) у разі загальної війни з Радянським Союзом та його союзниками по Варшавському договору. Раніше Британська зона окупації Німеччини мала на озброєнні тактичну ядерну зброю. У 1967 році чисельність військ була зменшена до 53 000 солдатів у порівнянні з 80 000 роками раніше.

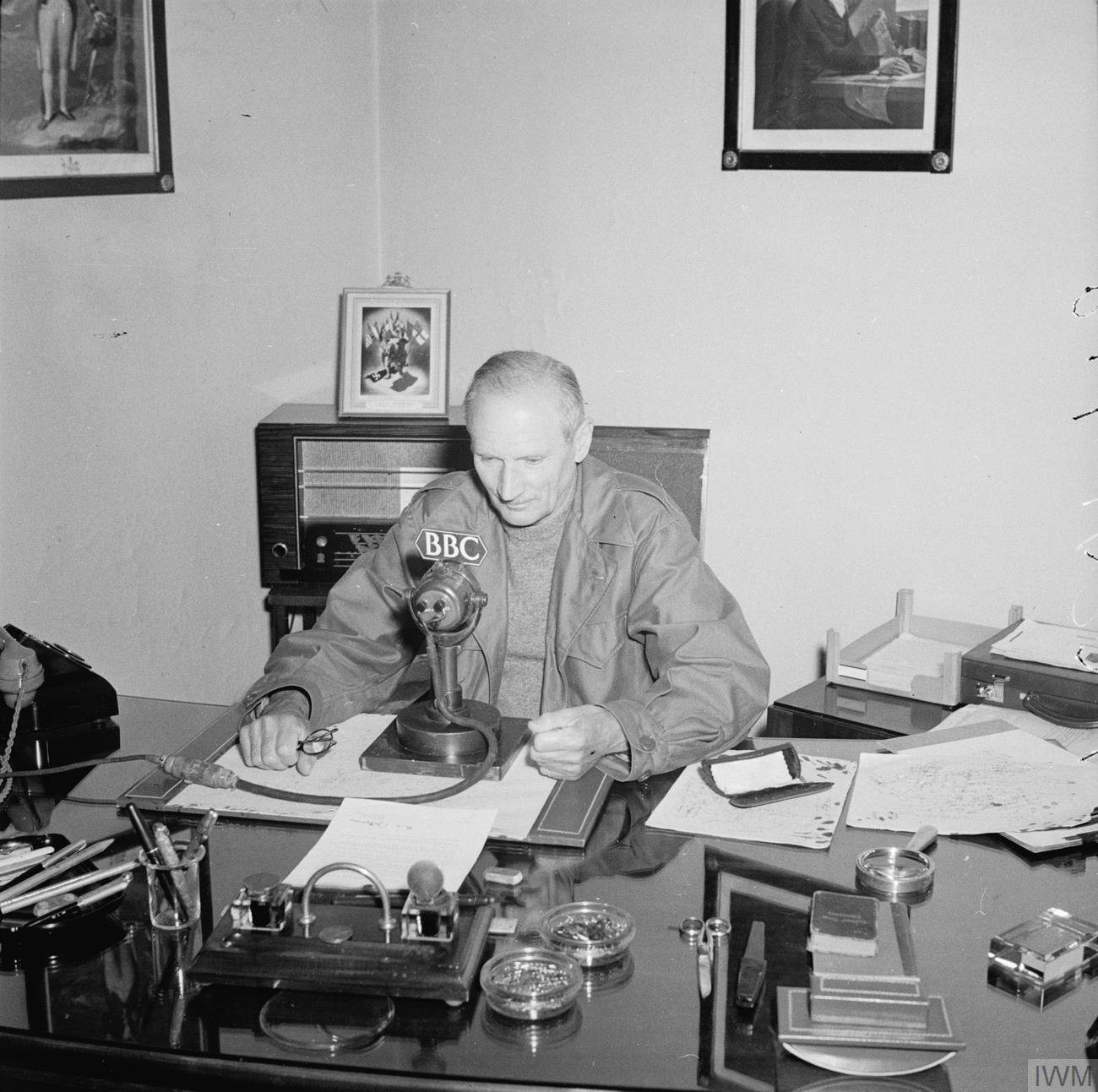
Командувач фельдмаршал сер Бернард Монтгомері оголошує по радіо про зміну формату окупаційних військ на території Німеччини з Британської визвольної армії на Британську Рейнську армію. Бад-Марінберг

### Командування
Командувачі
- фельдмаршал сер Бернард Монтгомері (1945–1946);
- генерал сер Річард Маккрірі (1946–1948);
- лейтенант-генерал сер Браян Хоррокс (1948);
- лейтенант-генерал сер Чарльз Кейтлі (1948–1951);
- генерал сер Джон Гардінг (1951–1952);
- генерал сер Річард Нельсон Гейл (1952–1957);
- генерал сер Альфред Дадлі Ворд (1957–1960);
- генерал сер Джеймс Кассельс (1960–1963);
- генерал сер Вільям Гердон Стірлінг (1963–1966);
- генерал сер Джон Хакетт (1966–1968);
- генерал сер Десмонд Фіцпатрик (1968–1970);
- генерал сер Пітер Мервін Хант (1970–1973);
- генерал сер Гаррі Тузо (1973–1976);
- генерал сер Френк Дуглас Кінг (1976–1978);
- генерал сер Вільям Скоттер (1978–1980);
- генерал сер Джеймс Майкл Гоу (1980–1983);
- генерал сер Найджел Багналл (1983–1985);
- генерал сер Мартін Фарндейл (1985–1987);
- генерал сер Браян Леслі Кенні (1987–1989);
- генерал сер Пітер Індж (1989–1992);
- генерал сер Чарльз Гатрі (1992– травень 1994).

### Після Холодної війни
Після завершення Холодної війни британський уряд запровадив Варіанти оборонних скорочень, унаслідок імплементації яких Британська Рейнська армія була значно зменшена за розміром, а в 1994 році її перейменували на Британські сили в Німеччині (англ. British Forces Germany (BFG). Ці сили, чисельністю приблизно 25 000 осіб, були розподілені між штабом Об'єднаних збройних сил НАТО в Європі, Корпусом швидкого реагування, 1-ю бронетанковою дивізією, іншими силами бойової підтримки та забезпечення бойових дій, а також адміністративними складовими під керівництвом Командування підтримки Великої Британії (Німеччина). Гарнізони, які на той час закрилися, включали Соест (пункт постійної дислокації 6-ї бронетанкової бригади), Зольтау (ППД 7-ї бронетанкової бригади) і Мінден (ППД 11-ї бронетанкової бригади).
Після Стратегічного огляду оборони та безпеки 2010 року постійне перебування формувань британської армії на території Німеччини почало поступово припинятися, а остання військова база була повернута німецькому Бундесверу в лютому 2020 року.